# Химна Доње Саксоније
Химна Доње Саксоније (нем. Niedersachsenlied), често се сматра незваничном химном државе Доња Саксонија . Вероватно ју је написао и компоновао Херман Гроте око 1926.   

## Текст
| 1. Von der Weser bis zur Elbe, Von dem Harz bis an das Meer Stehen Niedersachsens Söhne, Eine feste Burg und Wehr Fest wie unsre Eichen halten alle Zeit wir stand, Wenn Stürme brausen Übers deutsche Vaterland. Wir sind die Niedersachsen, Sturmfest und erdverwachsen, Heil Herzog Widukinds Stamm! Wir sind die Niedersachsen, Sturmfest und erdverwachsen, Heil Herzog Widukinds Stamm! 2. Wo fiel’n die römischen Schergen? Wo versank die welsche Brut? In Niedersachsens Bergen, An Niedersachsens Wut Wer warf den römischen Adler Nieder in den Sand? Wer hielt die Freiheit hoch Im deutschen Vaterland? Das war’n die Niedersachsen, Sturmfest und erdverwachsen, Heil Herzog Widukinds Stamm! Das war’n die Niedersachsen, Sturmfest und erdverwachsen, Heil Herzog Widukinds Stamm! | 3. Auf blühend roter Heide Starben einst vieltausend Mann Für Niedersachsens Treue Traf sie des Franken Bann. Viel tausend Brüder fielen Von des Henkers Hand. Viele tausend Brüder Für ihr Niedersachsenland. Das war’n die Niedersachsen, Sturmfest und erdverwachsen, Heil Herzog Widukinds Stamm! Das war’n die Niedersachsen, Sturmfest und erdverwachsen, Heil Herzog Widukinds Stamm! 4. Aus der Väter Blut und Wunden Wächst der Söhne Heldenmut. Niedersachsen soll’s bekunden: Für die Freiheit Gut und Blut. Fest wie unsre Eichen halten Allezeit wir stand, Wenn Stürme brausen Übers deutsche Vaterland. Wir sind die Niedersachsen, Sturmfest und erdverwachsen, Heil Herzog Widukinds Stamm! Wir sind die Niedersachsen, Sturmfest und erdverwachsen, Heil Herzog Widukinds Stamm! |

## Функција песме
Химна Доње Саксоније нема званичну функцију. Требало је да послужи као химна за становнике Доње Саксоније дефинисане у химни, која није у складу са данашњом савезном државом, и да доведе до „свести Доње Саксоније“ описујући историју државе и њених становника. Аутор и композитор је описао историју земље и посебности и пре свега понос њених становника. Основа песме је позната песма „Од Везера до Лабе”. Доња Саксонија је настала уједињењем држава Хановер, Брауншвајг, Олденбург и Шаумбург-Липе .
Хинрих Вилхелм Копф (СПД), први премијер Доње Саксоније, користио је песму као химну: Копф је путовао у своју нову земљу, разговарао са људима на високом и доњем немачком. Са њима је певао химну Доње Саксоније и вежбао са онима који нису могли и све док нису могли. 

## Певачке ситуације и цитати
Песму Доње Саксоније изводе чланови и навијачи доњосаксонских спортских клубова, студентских удружења на универзитетима у Доњој Саксонији, чланови добровољних ватрогасних друштава., на политичким догађајима, на државним партијским конференцијама, пева се на државним конгресима младих либерала Доње Саксоније НПД   и чланова посаде фрегате Доња Саксонија. У јулу 2010. тадашњи премијер Доње Саксоније Дејвид Мекалистер и тадашњи градоначелник Хановера, Стефан Вајл, певали су Песму Доње Саксоније на међународном нивоу у Шангају .  Многи уметници су интерпретирали песму веома различито, од певача народне музике Хајна до група као што су Џезкантине и извођача веома различитих стилова као што су техно и поп до панк верзије.